# Nils Bergsten (matematiker)
Nils Johan Bergsten, född 22 maj 1759 i Uppsala, död 25 februari 1837 i Gävle, var en svensk matematiker.
Bergsten var son till konrektorn i Uppsala, sedermera lektorn i Gävle, Karl Bergsten, och Ingrid Elisabert Löfstadius. Han blev student vid Uppsala universitet 1772. Som många andra mindre bemedlade studenter var han tvungen för sin försörjning att ägna stora delar av sin studietid åt att ge privatundervisning. Han blev filosofie kandidat 1781 och filosofie magister 1782. (Filosofie magister var den högsta utbildningsnivån i Sverige ända fram till 1863 då doktorsgraden först infördes vid Uppsala universitet.)
Redan i sina avhandingar De logarithmis numerorum negativorum 1782–1788, där han försvarade Leonhard Eulers satser mot Jean le Rond d'Alemberts definitioner av logaritmer, visade han sig ha större kunskaper om samtidens nya matematiska rön än sin lärare Fredric Mallet. 1788 blev han docent i matematik och 1792 lektor i Gävle. År 1801 blev Bergsten inspector scholae och 1812–1817 var han ledamot av uppfostringskommittén. 1828 erhöll han tjänstledighet från sin skoltjänst och 1836 avsked.
Han blev 1804 ledamot av Vetenskapsakademien och 1833 filosofie jubelmagister.
Bergsten blev även ledamot av Svenska Bibelsällskapet och av samfundet Pro Fide et Christianismo 1800. Han är begravd på Gamla kyrkogården i Gävle.